# Famille Kanizsai
 (mai 2024).
Si vous disposez d'ouvrages ou d'articles de référence ou si vous connaissez des sites web de qualité traitant du thème abordé ici, merci de compléter l'article en donnant les références utiles à sa vérifiabilité et en les liant à la section « Notes et références ».
Kanizsai  ou Kanizsay (en croate : Kaniški), comte de Sprinzenmarkt et de Hornstein, est une ancienne famille noble du Royaume de Hongrie, aujourd'hui éteinte. Elle est une branche de la famille Csorna, elle-même issue du clan Osl. En 1318, Lőrinc, du clan Osl, est commandant du château (várnagy en hongrois, maior castri en latin) de Kanizsa, qui appartient alors à la famille Kőszegi. Lorsque les Kőszegi se rebellèrent contre le roi Charles Robert, ce dernier donna Kanisza à Lőrinc qui en prit en le nom.
Elle a donné, du XIVe au XVIe siècle, plusieurs personnalités influentes.

## Membres notables
- Lőrinc Kanizsai (†1330), premier du nom, préfet de Kanizsa puis ispán de Zala
- István Kanizsai, fils du précédent, évêque de Zagreb.
- János Kanizsai (1350-1418), petit-fils de Lőrinc, archevêque d'Esztergom et prince-primat de Hongrie, grand chancelier du royaume de Hongrie.
- Miklós Kanizsai (†1404), frère du précédent, maître du trésor du royaume.
- György Kanizsai (hr)  (?-1509/1510), ban de Croatie (1498-1499 ; 1508-1509).
- István Kanizsai, frère du précédent, maître des portes du rouyaume.
- László Kanizsai (?-1477/1478), militaire et un homme d'État, prince de Transylvanie.
- Dorottya Kanizsai (1490-?)
- Orsolya Kanizsai (1523-1571), dernier membre de la famille Kanizsai, épouse du baron Tamás Nádasdy (1498–1562), Palatin de Hongrie.

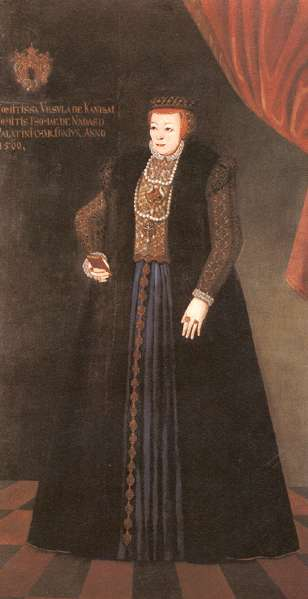
Orsolya Kanizsai

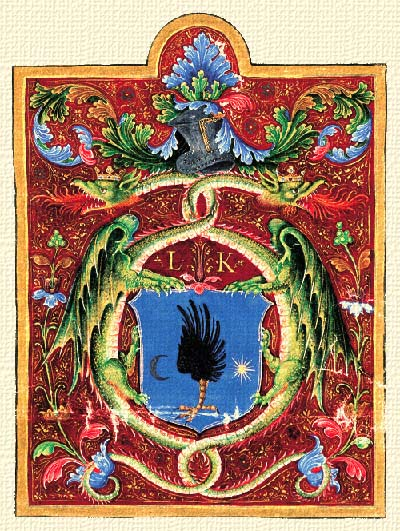
Blason de László Kanizsai